# Rappahannockfloden

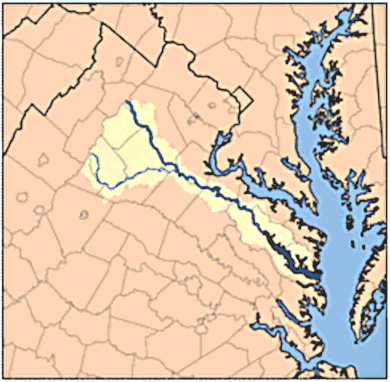
Rappahannockflodens avrinningsområde

Rappahannockfloden är en 314 km lång flod i östra Virginia vars avrinningsområde är 7380 km2 stort. Den rinner över hela den norra delen av delstaten, från Blue Ridge Mountains i väster över platåregionen och mynnar i Chesapeake Bay i öster.
Rappahannockfloden har fått sitt namn efter ett algonkinskt ord som skall betyda "där tidvattnet stiger och faller". Floden har varit en viktig samfärdselled och spelat en betydande roll i Virginias historia. Europeiska kolonister bosatte sig i floddalen redan på 1710-talet. Under det amerikanska inbördeskriget fungerade den som en barriär mot snabba trupprörelser och därmed i praktiken som en gräns mellan de områden som unionen och konfederationen behärskade.